# 科爾德威島
科爾德威島是俄羅斯的島嶼，屬於法蘭士約瑟夫地群島的一部分，由阿爾漢格爾斯克州負責管轄，位於維爾切克島以北6公里，長3.7公里、寬1.5公里，最高點海拔高度66米。
80°09′N 58°07′E / 80.150°N 58.117°E